# トーカイ (四国)
株式会社トーカイは、香川県高松市に本社を置く、四国、岡山県を地盤にリネンサプライ事業を行う企業。
岐阜県のトーカイとは資本関係がなかった（創業者が知人同士）が、2005年に連結子会社となった。2007年8月17日に直接の親会社であった大豊商事株式会社が吸収合併されたことにより、トーカイ（岐阜県）直接の子会社となった。グループ内ではトーカイ本社と区別するため「四国トーカイ」と呼ばれている。
買収以前はリースキンの香川地区フランチャイジーの日本リースキン株式会社を子会社としていたが、買収時に四国トーカイの創業家に譲渡され、現在は資本関係はなくなっている。

## 沿革
- 1962年 - 東海綿業株式会社四国支社を設立。
- 1980年 - 現社名に変更。
- 2005年 - 親会社である大豊商事がトーカイ（岐阜県）の子会社となったため、同社の連結子会社となる。
- 2007年 - 大豊商事がトーカイ（岐阜県）に合併され、同社の完全子会社となる。
- 2009年 - フードサプライ事業をトーカイフーズに譲渡し、同社の四国支店となる。
- 2012年 - シルバー事業をトーカイ本社に譲渡。